# Venustiano Carranza (Colima)
Venustiano Carranza, también denominado Cualata, es una localidad del estado mexicano de Colima. Es parte del municipio de Manzanillo.

## Demografía
| Gráfica de evolución demográfica |
|                                  |

| Censo | Población |
| ----- | --------- |
| 1900  | 80        |
| 1910  | 75        |
| 1921  | 125       |
| 1930  | 21        |
| 1940  | 177       |
| 1950  | 250       |
| 1960  | 710       |
| 1970  | 1 360     |
| 1980  | 1 556     |
| 1990  | 1 676     |
| 2000  | 1 621     |
| 2010  | 1 503     |
| 2020  | 1 603     |